# Alexis E. Fajardo

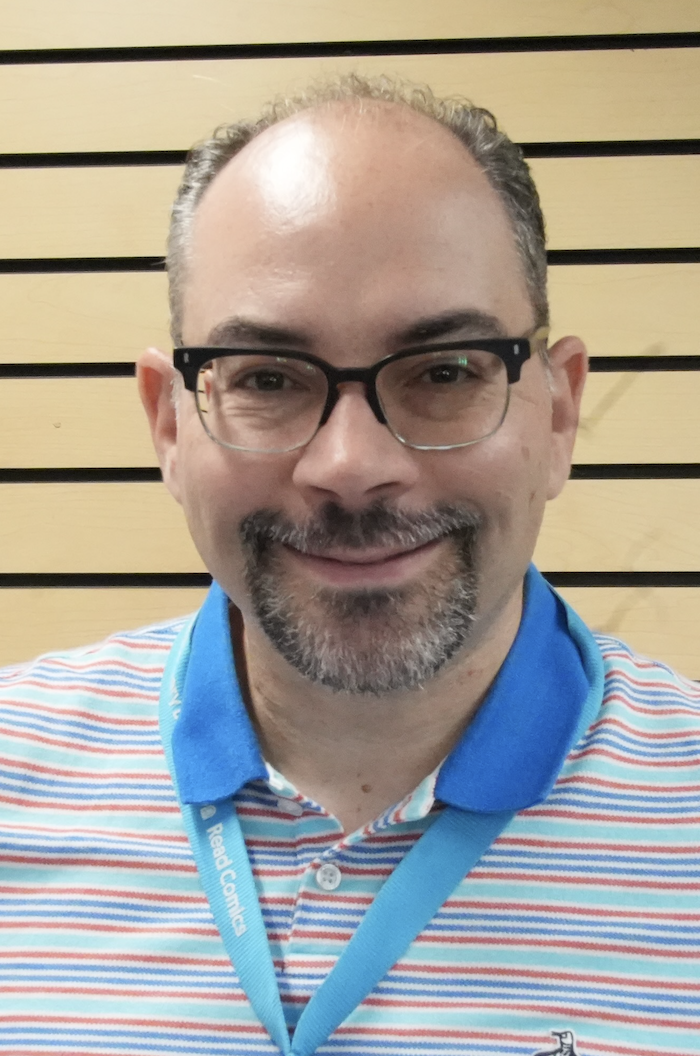
Alexis E. Fajardo (2025)

Alexis E. Fajardo (* 5. Januar 1976 in Concord, New Hampshire) ist ein US-amerikanischer Comic-Künstler, Illustrator, Letterer, Redakteur und Herausgeber.
Im Jahr 2018 gewann er den Eisner Award.

## Leben und Arbeiten
Alexis E. Fajardo  studierte am Earlham College in Richmond, Indiana. Seinen Abschluss in Klassischer Philologie machte er dort 1998. Als Zeichner ist er Autodidakt.
Von 1998 bis 2004 erschien sein Webcomic Plato's Republic.
Für das Imprint KaBOOM! von BOOM! Studios ist er als Chefredakteur für die Comicserie Peanuts verantwortlich und war auch als Colorist, Letterer und Inker für die Serie tätig. Die Serie erscheint auf Deutsch bei Cross Cult.
Im Jahr 2003 begann er seine Graphic-Novel-Serie  Kid Beowulf, zuerst im Selbstverlag, später dann von 2008 bis 2012 bei Bowler Hat Comics und ab 2016 bis 2018 bei Andrews McMeel Publishing; heute unter dem Label „Kid Beowulf Comics“. Hier erleben der junge Beowulf und sein ungleicher Zwillingsbruder Grendel Abenteuer.

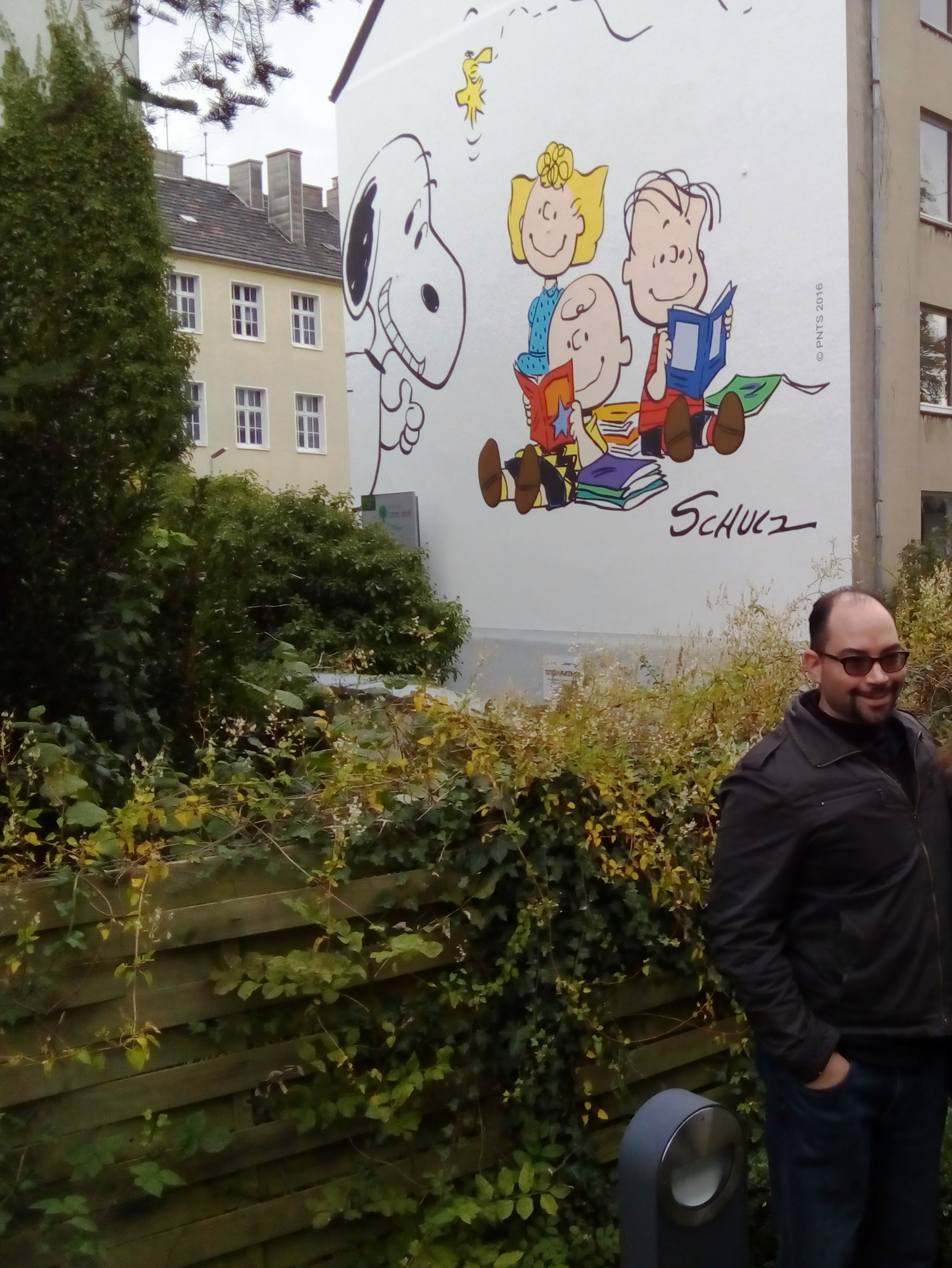
2016 vor dem offiziellen Mural der Peanuts

Im Jahr 2018 gewann Fajardo zusammen mit Dorothy O’Brien für Celebrating Snoopy (von Charles M. Schulz) den Eisner Award in der Kategorie Eisner Award for Best Archival Collection/Project—Strips (Beste archivalische Sammlung – Zeitungsstrips).
Alexis E. Fajardo ist Editorial Director beim Schulz Studio (alter Name: Charles M. Schulz Creative Associates), das heißt, er ist weltweit verantwortlich für alle Veröffentlichungen der Charaktere der Peanuts.
Er ist Mitglied der National Cartoonists Society.

## Kid Beowulf
- Band 1: The Blood-Bound Oath.
- Band 2: The Song of Roland.
- Band 3: The Rise of El Cid.
- Band 4: The Tarpeian Rock.
- Kid Beowulf – Songs and Sagas (Sammlung von Kurzgeschichten, die zwischen den Bänden angesiedelt ist)
- Hama the Pig’s Big Adventure (Kid Beowulf)